# Федорцевская волость
Федорцевская волость — административно-территориальная единица Переславского уезда Владимирской губернии и Сергиевского уезда Московской губернии. Существовала до 1929 года, центром волости была деревня Федорцово.
В 1895 году входила в состав Переславского уезда Владимирской губернии и включала сёла Заболотье и Шепелево, деревни Болеботино, Веригино, Демидово, Замостье, Калошино, Копалово, Макарово, Мергусово, Меркурьево, Остров, Переславичи, Полубарское, Скорынино, Смолино, Снятинка, Строилово, Толстоухово, Торгашино, Федорцово и Юрцово.
Основным промыслом населения являлось хлебопашество, некоторые жители сёл и деревень уезжали в качестве красильщиков по бумаге, шерсти и шёлку, а также шорников, прислуги и фабричных рабочих на отхожий промысел в Москву и Московскую губернию.
По состоянию на 1905 год входили 23  населённых пункта.
Постановлением НКВД от 14 июня 1922 года Федорцевская волость была включена в состав Сергиевского уезда Московской губернии, на тот момент в ней было 10 сельсоветов — Веригинский, Заболотьевский, Калошинский, Макарьевский, Мергусовский, Полубарский, Смолинский, Торгашинский, Федорцевский и Шепелевский.
В 1924 году Калошинский с/с был включён в состав Заболотьевского с/с, Федорцевский с/с в состав Макарьевского, Торгашинский с/с реорганизован в Переславицкий.
В 1925 году Макарьевский с/с передан Заболотьевскому с/с.
В 1927 году Калошинский и Федорцевский с/с были восстановлены, а Переславицкий с/с реорганизован обратно в Торгашинский.
По итогам Всесоюзной переписи 1926 года численность населения 24 населённых пунктов волости составила 4343 человека (1862 мужчины, 2481 женщина), насчитывалось 966 хозяйств, среди которых 901 крестьянское; волостной исполнительный комитет располагался в деревне Федорцово; крупнейший населённый пункт — село Заболотье (520 жителей).
В ходе реформы административно-территориального деления СССР в 1929 году Федорцевская волость была упразднена, а её территория передана Константиновскому району Кимрского округа Московской области.

## Комментарий
1. ↑  Все населённые пункты ныне относятся к Сергиево-Посадскому району Московской области, за исключением упразднённых деревень Болеботино, Демидово, Копалово, Макарово и Смолино, а также деревни Остров, относящейся к Талдомскому району Московской области.